# Berthe Abiabakon
Berthe Abiabakon, née le 7 octobre 1988, est une handballeuse camerounaise. Elle mesure 1,75 m.
Elle évolue au poste de gardienne de but avec le club de La Roche-sur-Yon Vendée handball, en France. Elle fait également partie de l'équipe du Cameroun, avec laquelle elle participe au championnat du monde 2017 en Allemagne,,.

## Palmarès

### En équipe nationale
- 20e place au Championnat du monde 2017

- Médaille d'argent aux Jeux africains de 2019.
- Médaille d'argent au championnat d'Afrique 2021.
- Médaille d'argent au championnat d'Afrique 2022.